# Um Kasar
Um Kasar es una ciudad de Irak, situada en el sureste del país, dentro de la provincia de Basora. En Um Kasar se encuentra el único puerto de aguas profundas que existe en todo el país, situándose en el estuario que forman las desembocaduras de los ríos Tigris y Éufrates, punto inicial del Golfo Pérsico.
La ciudad y puerto se encuentran en el límite fronterizo con el emirato de Kuwait. Ha sido un escenario protagonista tanto de la Primera como Segunda Guerra del Golfo, en 1990 y 2003. Sobre todo en esta última, donde tuvo lugar la Batalla de Um Kasar.